# 马哈拉惹里拉站
马哈拉惹里拉站位於吉隆坡马哈拉惹里拉路上方，為吉隆坡單軌的一个車站，其站名取自於車站下方的马哈拉惹里拉路。

## 利用狀況
為在默迪卡體育館（Stadium Merdeka）與國家體育館附近，每當體育館內舉辦運動賽事、集會或演唱會時，會湧入大量的人潮，但平時使用該站的人次並不多。本站也是距離茨廠街最近的車站之一，附近為吉隆坡舊城區，有不少的觀光景點。未来本站将与默迪卡118衔接。

## 車站構造
目前為高架車站，共有2個側式月台。

### 車站樓層
| L2     | 月台           | 側式月台                                                                          |
| L2     | 月台           | 1號月台: 吉隆坡單軌 往 MR11 蒂蒂旺沙站 (→)                                        |
| L2     | 月台           | 2號月台: 吉隆坡單軌 往 MR1 吉隆坡中央車站 (←)                                     |
| L2     | 月台           | 側式月台                                                                          |
| L1     | 大廳，穿堂層   | 詢問處、自動售票機、驗票閘門、售票站、車站控制台、洗手間、祈禱室、電扶梯往/自出口 |
| 地面層 | 馬哈拉惹樂拉路 | 電扶梯出入口、樓梯出入口、計程車站                                                |

### 出口
共設有3個出口，1個通往默迪卡體育館，另兩個位在馬哈拉惹樂拉路的兩旁。

## 車站周邊
- 默迪卡118
- 苏丹阿都拉清真寺
- 陳氏書院
- 隆雪中華大會堂
- 默迪卡體育館（Stadium Merdeka）
- 國家體育館
- 精武體育館
- 維多利亞學院（Victoria Institution）
- 觀音廟
- 茨廠街 (Jalan Petaling)
- Mandarin Court Hotel